# Langweil (Ahorntal)
Langweil ist ein Gemeindeteil der Gemeinde Ahorntal im Landkreis Bayreuth (Oberfranken, Bayern). Langweil liegt in der Gemarkung Volsbach.

## Geografie
Die Einöde im nordöstlichen Bereich der Fränkischen Schweiz ist etwa drei Kilometer von dem südlich liegenden Ortszentrum von Kirchahorn entfernt.

## Geschichte
Der Ort wurde 1504 als „Langenweil“ erstmals urkundlich erwähnt. Der Ortsname bedeutet tatsächlich Langeweile vermutlich Bezug nehmend auf die einsame Lage des damaligen Forsthauses.
Bis zum Beginn des 19. Jahrhunderts hatte Langweil in der Dorfmarkung von Volsbach gelegen, einem Territorium, das der Landeshoheit des Hochstiftes Bamberg unterstand. Die für die Landeshoheit maßgebliche Dorf- und Gemeindeherrschaft wurde dabei vom Vogteiamt Waischenfeld ausgeübt, während die Hochgerichtsbarkeit dem Centamt Waischenfeld zustand. Als das Hochstift Bamberg infolge des Reichsdeputationshauptschlusses 1802/03 säkularisiert und unter Bruch der Reichsverfassung vom Kurfürstentum Pfalz-Baiern annektiert wurde, wurde damit auch Langweil zum Bestandteil der bei der „napoleonischen Flurbereinigung“ in Besitz genommenen neubayerischen Gebiete, was erst im Juli 1806 mit der Rheinbundakte nachträglich legalisiert wurde.
Durch die Verwaltungsreformen im Königreich Bayern wurde Langweil mit dem Zweiten Gemeindeedikt im Jahr 1818 zum Bestandteil der Ruralgemeinde Volsbach. Im Zuge der Gebietsreform in Bayern wurde Langweil zusammen mit der Gemeinde Volsbach am 1. Januar 1972 ein Bestandteil der neu gebildeten Gemeinde Ahorntal.

## Verkehr
Die von Volsbach kommende Kreisstraße BT 15 läuft unmittelbar am Ort vorbei und führt über Zeubach weiter nach Waischenfeld. Vom ÖPNV wird die Einöde nicht bedient, die nächste Haltestelle der Buslinie 396 des VGN befindet sich in Volsbach. Die am schnellsten erreichbaren Bahnhöfe befinden sich in Creußen, Schnabelwaid und Pegnitz. Der nächste Fernbahnhof ist der Hauptbahnhof in Bayreuth.

## Baudenkmäler
Bei dem einzigen Wohngebäude des Ortes handelt es sich um ein unter Denkmalschutz stehendes ehemaliges Forsthaus, das aus der ersten Hälfte des 19. Jahrhunderts stammt.